# Jane Maas
Jane Maas (14 de marzo de 1932 - Carolina del Sur, 16 de noviembre de 2018), nacida como Jane Ann Brown, fue una autora y ejecutiva de publicidad estadounidense.

## Trayectoria
Inició su trayectoria profesional como guionista de televisión. En 1964, Maas comenzó su carrera como redactora publicitaria júnior en Ogilvy and Mather, año en el que se aprobó la Ley de Derechos Civiles que prohibía cualquier discriminación por razones de género en los entornos laborales.Fue ascendida a directora creativa y finalmente se convirtió en la segunda vicepresidenta de la agencia. Fue la segunda mujer en alcanzar a un puesto directivo dentro de Ogilvy and Mather, aunque por el hecho de ser mujer la relegaban a trabajar para cuentas relacionadas con productos para amas de casa, como Dove, Maxwell House, Jonhson Wax o Drano.
En 1976, Maas se unió a la agencia Wells Rich Greene como vicepresidenta sénior y directora creativa. En WRG, a Maas se le atribuyó el mérito de dirigir la campaña turística I Love New York para el Departamento de Comercio de Nueva York.
En 1981, se convirtió en presidenta de la agencia Muller Jordan Weiss, donde permaneció hasta 1987. La parte final de su carrera, estuvo en Earle Palmer Brown.

## Legado
Considerada una pionera en el mundo de la publicidad, Maas comenzó su carrera durante una era en la que pocas mujeres trabajaban en puestos creativos o ejecutivos y con frecuencia se la menciona como una de las madres fundadoras de la publicidad.
En 1986, Maas escribió sus primeras memorias, Adventures of an Advertising Woman. Fue inspiración para el personaje de Mad Men, Peggy Olson, lo que reconoce en 2013 en su ensayo Mad Women: La otra cara de la vida en Madison Avenue.

## Obra
- Better Brochures, Catalogs and Mailing Pieces: A Practical Guide with 178 Rules for More Effective Sales Pieces that Cost Less (15 de julio de 1984), Macmillan, ISBN 9780312077310
- Adventures of an Advertising Woman (12 de marzo de 1987), Random House, ISBN 9780449212547
- How to Advertise (2005), Macmillan, ISBN 9780312340216, with Kenneth Roman and Martin Nisenholtz
- Mad Women: The Other Side of Life on Madison Avenue in the '60s and Beyond (28 de febrero de 2012), Macmillan, ISBN 9781429941143
- The Christmas Angel: A Novel (19 de noviembre de 2013), Macmillan, ISBN 9781250037589